# Mastaing
Mastaing é uma comuna francesa na região administrativa de Altos da França, no departamento do Norte. Estende-se por uma área de 5.97 km². Em 2010 a comuna tinha 882 habitantes (densidade: 147,7 hab./km²).